# Башни Куллинан
Башни Куллинан (天璽, The Cullinan или The Cullinan Towers) — две 68-этажные башни, расположенные в Гонконге, в Западном Коулуне, в округе Яучиммон (входят в состав комплекса Юнион-сквер). Названы в честь крупнейшего в мире алмаза «Куллинан». Башня Куллинан I также известна как Северная башня Куллинан, башня Куллинан II — как Южная башня Куллинан (обе башни также называют 6-я фаза Юнион-скуэр). Построены в 2008 году в стиле модернизма. Имеют один подземный этаж, являются самыми высокими жилыми зданиями Гонконга (здешние апартаменты считаются одними из самых дорогих и престижных в городе).
Первые 25 этажей башни Куллинан II занимает W Hotels гостиничной сети Starwood Hotels and Resorts Worldwide. Девелопером комплекса Куллинан является компания Sun Hung Kai Properties.
|  |                          |  |
|  | Вестибюль клуба Куллинан |  |